# Гетеротопия
Гетеротопия — это эволюционное изменение в пространственном расположении эмбрионального развития животного, дополняющее гетерохронию, изменение скорости или времени процесса развития. Впервые он был идентифицирован Эрнстом Геккелем в 1866 году и до сих пор остается менее изученным, чем гетерохрония.

## Концепция
Концепция гетеротопии, вызывающая эволюцию за счет изменения пространственного расположения какого-либо процесса внутри эмбриона, была введена немецким зоологом Эрнстом Геккелем в 1866 году. Он привел в качестве примера изменение положения зародышевого листка, из которого образовались гонады. С тех пор гетеротопия изучалась меньше, чем ее компаньон, гетерохрония, которая приводит к более легко наблюдаемым явлениям, таким как неотения. С появлением эволюционной биологии развития в конце 20 века гетеротопия была выявлена в изменениях скорости роста; в распределении белков в эмбрионе; в создании челюсти позвоночных; в изменении положения рта нематодных червей и заднего прохода неправильных морских ежей. Гетеротопия может создавать новую морфологию у эмбриона и, следовательно, у взрослого человека, помогая объяснить, как эволюция формирует тела.
С точки зрения эволюционной биологии развития, гетеротопия означает позиционирование процесса развития на любом уровне эмбриона, будь то на уровне гена, цепи генов, структуры тела или органа. Она часто включает гомеозис, эволюционное превращение одного органа в другой. Гетеротопия достигается путем перестройки генома организма и, соответственно, может вызвать быстрые эволюционные изменения.
Биолог-эволюционист Брайан К. Холл утверждает, что гетерохрония предлагает такой простой и понятный механизм преобразования тел, что гетеротопия, вероятно, часто игнорируется. Поскольку запуск или остановка процесса раньше или позже, а также изменение его скорости, очевидно, могут вызвать самые разнообразные изменения формы и размера тела (аллометрия), биологи, по мнению Холла, часто ссылаются на гетерохронию в ущерб гетеротопии.